# 博比·库姆
博比·库姆（英語：Bobby Combe，1924年1月29日—1991年1月19日），生于利斯，苏格兰前男子足球运动员。他曾代表苏格兰代表队参加1954年国际足联世界杯，结果队伍止步小组赛阶段。